# Ленухі
Ленухі (вірм. Լենուղի) — село в марзі Армавір, на заході Вірменії. Село розташоване за 8 км на південний захід від міста Армавір, за 4 км на південний захід від села Октембер, за 2 км на південь від села Дзержинський та за 3 км на північний схід від села Аракс. Сільська церква Святого Ншана була збудована у 1870-х рр.